# Cameron Diaz
Cameron Michelle Diaz (San Diego, 30 agosto 1972) è un'attrice ed ex modella statunitense, celebre per il ruolo di Mary Jensen in Tutti pazzi per Mary. Ha partecipato in seguito a molti film di successo, spaziando dal genere drammatico (Essere John Malkovich, Ogni maledetta domenica - Any Given Sunday, Vanilla Sky, Gangs of New York) a quello comico (Notte brava a Las Vegas, Bad Teacher - Una cattiva maestra). Nel corso della sua carriera ha ricevuto quattro candidature al Golden Globe, una al Premio BAFTA, una al Critics Choice Award e tre agli Screen Actors Guild Awards.

## Biografia
Cameron Michelle Diaz è nata a San Diego (California), da padre statunitense originario di Los Angeles e figlio d'immigrati cubani di origini spagnole, Emilio Diaz (morto nel 2008 per un tumore al fegato), che lavorava come sovrintendente per una compagnia petrolifera, e da madre statunitense di origini inglesi, tedesche e olandesi, Billie Early, un'agente in una compagnia di esportazioni. La Diaz frequentò la "Long Beach Polytechnic High School".
A sedici anni intraprese la carriera di modella per l'agenzia Elite Model Management, dopo aver concluso la High School, andò a lavorare in Giappone. Tornata negli Stati Uniti, continuò l'attività di modella, che la portò a girare il mondo.

### Carriera

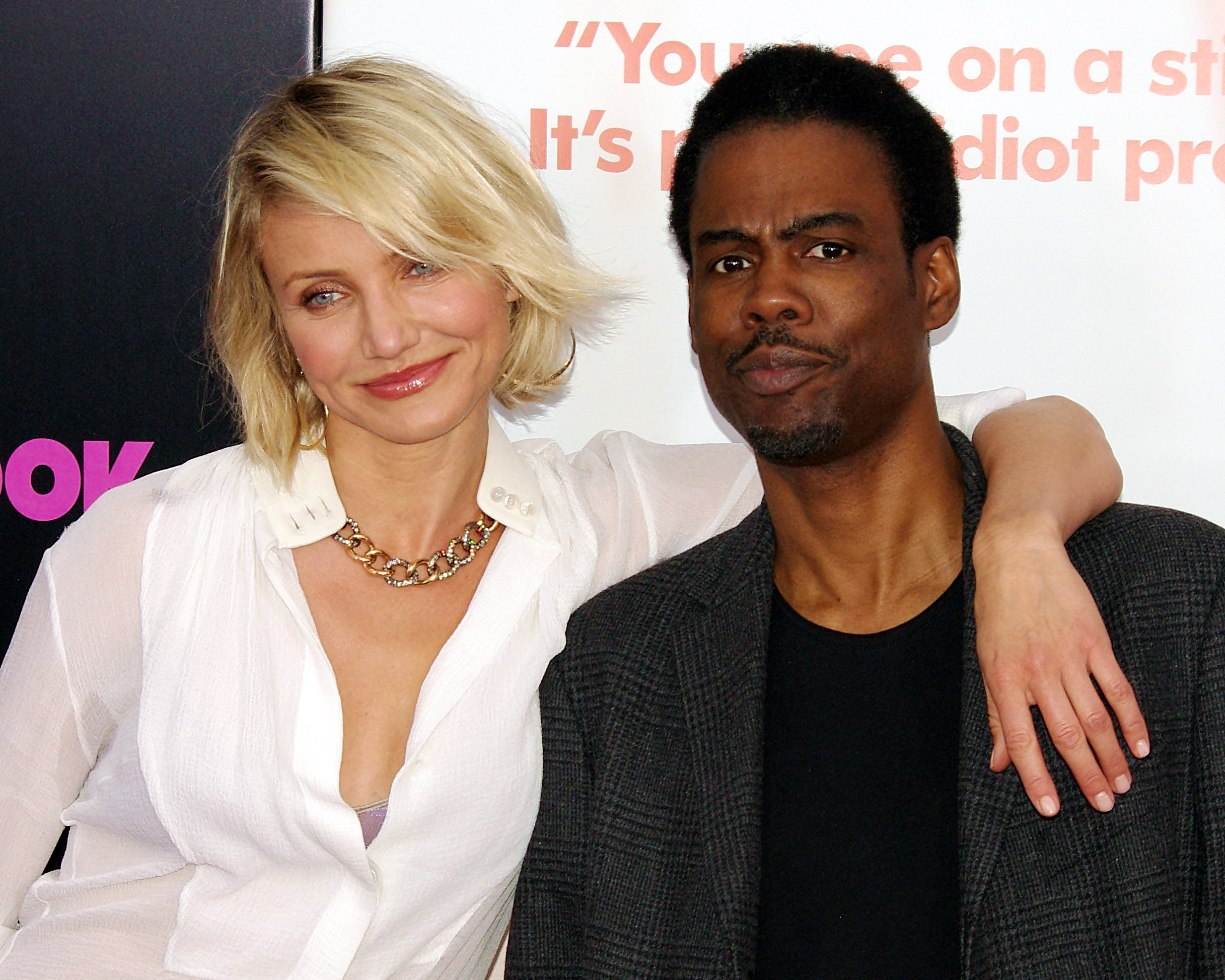
Diaz e Chris Rock a New York per la prima di Che cosa aspettarsi quando si aspetta (2012)

Cameron Diaz debutta in campo cinematografico nel 1994, a 21 anni, recitando nel film The Mask, con Jim Carrey, dopo aver fatto i provini e, con sua grande sorpresa (essendo priva di esperienze cinematografiche), viene scelta per il ruolo di protagonista femminile. Nei successivi tre anni recita in film indipendenti, come Una cena quasi perfetta, Due mariti per un matrimonio e Il senso dell'amore, dopo i quali riprende ad interpretare produzioni commerciali con Il matrimonio del mio migliore amico e Tutti pazzi per Mary. Ben accolto dalla critica è anche il suo ruolo in Essere John Malkovich, che le procura diversi premi.
Nel 2000 è la volta del primo film Charlie's Angels, adattamento cinematografico della fortunata serie degli anni settanta, nel quale veste i panni della protagonista. Per il seguito, Charlie's Angels - Più che mai diventa la seconda attrice, dopo Julia Roberts, a ricevere un compenso di venti milioni di dollari per un singolo ruolo. Oltre al ruolo canonico di attrice, si cimenta nell'attività di doppiatrice, prestando la voce al personaggio di Fiona nel film animato Shrek e nei sequel Shrek 2, Shrek terzo e Shrek e vissero felici e contenti.
Nel 2009 le viene intitolata una stella della Hollywood Walk of Fame. Nel 2011 ha partecipato a due film nel ruolo di protagonista: in The Green Hornet interpreta il ruolo di Lenore Case, assistente e ricercatrice del Calabrone Verde, mentre in Bad Teacher - Una cattiva maestra interpreta il ruolo di Elizabeth Halsey, un'insegnante di scuola media. Nel 2012 recita in Che cosa aspettarsi quando si aspetta nel ruolo di Jules, una delle cinque donne in attesa di un figlio. L'anno successivo prende parte al film The Counselor - Il procuratore, accanto a Michael Fassbender, Brad Pitt, Javier Bardem e Penélope Cruz, con la regia di Ridley Scott.
Nel 2018, dopo quattro anni lontano dalle scene, annuncia di essersi ritirata a tempo indeterminato dalla carriera di attrice per dedicarsi alla sua vita privata e alla sua attività di imprenditrice vitivinicola. Nel giugno 2022 annunciò che sarebbe tornata a recitare, al fianco di Jamie Foxx, nella commedia di Netflix Back in Action.

## Vita privata
È stata fidanzata dal 2003 al 2007 con il cantautore Justin Timberlake. Il 5 gennaio del 2015, si è sposata nella sua casa di Beverly Hills, California, in una cerimonia ebraica, con il musicista Benji Madden. La coppia si era conosciuta dieci mesi prima grazie alla sua cara amica e ora cognata, Nicole Richie. Il 3 gennaio 2020 la coppia annuncia, tramite Instagram, la nascita della prima figlia, Raddix Madden, nata tramite gestazione per altri il 30 dicembre 2019.

## Filmografia

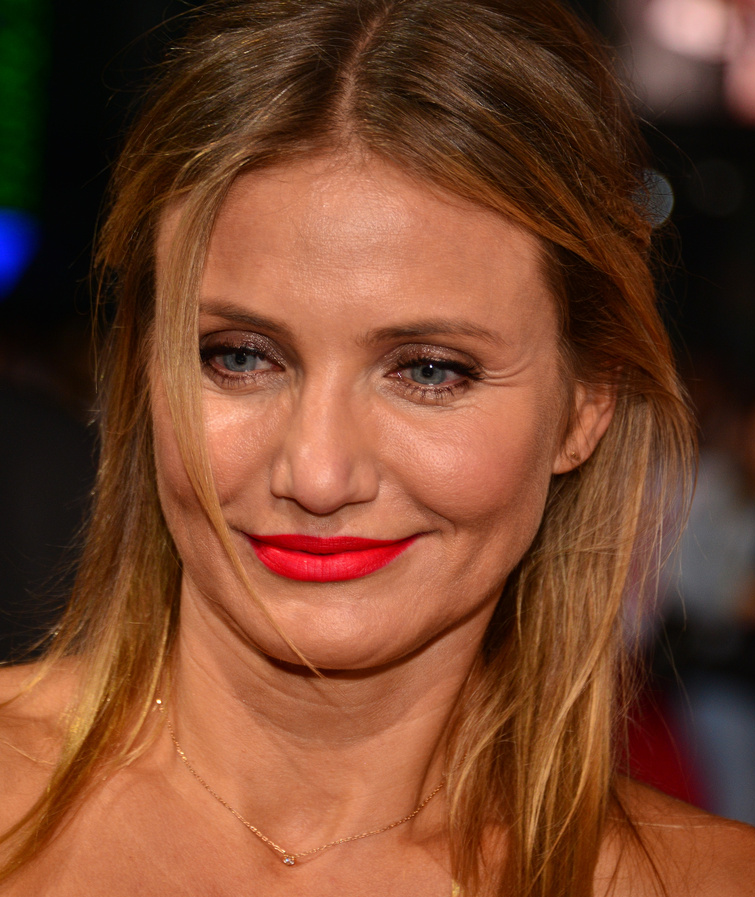
Diaz a Berlino per l'anteprima di Sex Tape - Finiti in rete (2014)

- The Mask, regia di Chuck Russell (1994)
- Una cena quasi perfetta (The Last Supper), regia di Stacy Title (1995)
- Il senso dell'amore (She's the One), regia di Edward Burns (1996)
- Due mariti per un matrimonio (Feeling Minnesota), regia di Steven Baigelman (1996)
- Acque profonde (Head Above Water), regia di Jim Wilson (1996)
- Keys to Tulsa, regia di Leslie Greif (1997)
- Il matrimonio del mio migliore amico (My Best Friend's Wedding), regia di P. J. Hogan (1997)
- Una vita esagerata (A Life Less Ordinary), regia di Danny Boyle (1997)
- Paura e delirio a Las Vegas (Fear and Loathing in Las Vegas), regia di Terry Gilliam (1998)
- Tutti pazzi per Mary (There's Something About Mary), regia di Peter e Bobby Farrelly (1998)
- Cose molto cattive (Very Bad Things), regia di Peter Berg (1998)
- Man Woman Film, regia di Cameron Pearson (1999)
- Essere John Malkovich (Being John Malkovich), regia di Spike Jonze (1999)
- Ogni maledetta domenica - Any Given Sunday (Any Given Sunday), regia di Oliver Stone (1999)
- Le cose che so di lei (Things You Can Tell Just by Looking at Her), regia di Rodrigo García (2000)
- Charlie's Angels, regia di McG (2000)
- Verità apparente (The Invisible Circus), regia di Adam Brooks (2001)
- Vanilla Sky, regia di Cameron Crowe (2001)
- La cosa più dolce... (The Sweetest Thing), regia di Roger Kumble (2002)
- Gangs of New York, regia di Martin Scorsese (2002)
- Minority Report, regia di Steven Spielberg (2002) – cameo
- Charlie's Angels - Più che mai (Charlie's Angels: Full Throttle), regia di McG (2003)
- In Her Shoes - Se fossi lei (In Her Shoes), regia di Curtis Hanson (2005)
- L'amore non va in vacanza (The Holiday), regia di Nancy Meyers (2006)
- Notte brava a Las Vegas (What Happens in Vegas...), regia di Tom Vaughan (2008)
- La custode di mia sorella (My Sister's Keeper), regia di Nick Cassavetes (2009)
- The Box, regia di Richard Kelly (2009)
- Innocenti bugie (Knight & Day), regia di James Mangold (2010)
- The Green Hornet, regia di Michel Gondry (2011)
- Bad Teacher - Una cattiva maestra (Bad Teacher), regia di Jake Kasdan (2011)
- Che cosa aspettarsi quando si aspetta (What to Expect When You're Expecting), regia di Kirk Jones (2012)
- Gambit - Una truffa a regola d'arte (Gambit), regia di Michael Hoffman (2012)
- The Counselor - Il procuratore (The Counselor), regia di Ridley Scott (2013)
- In a World... - Ascolta la mia voce (In a World...), regia di Lake Bell (2013) – cameo
- Tutte contro lui - The Other Woman (The Other Woman), regia di Nick Cassavetes (2014)
- Sex Tape - Finiti in rete (Sex Tape), regia di Jake Kasdan (2014)
- Annie - La felicità è contagiosa (Annie), regia di Will Gluck (2014)
- Back in Action, regia di Seth Gordon (2025)

## Doppiaggio
- Fiona in Shrek, Shrek 3-D, Shrek 2, Shrek terzo, Shrekkati per le feste, Shrek e vissero felici e contenti, Shrekkato da morire, Shrek 5

## Riconoscimenti
- 1999 – Golden Globe

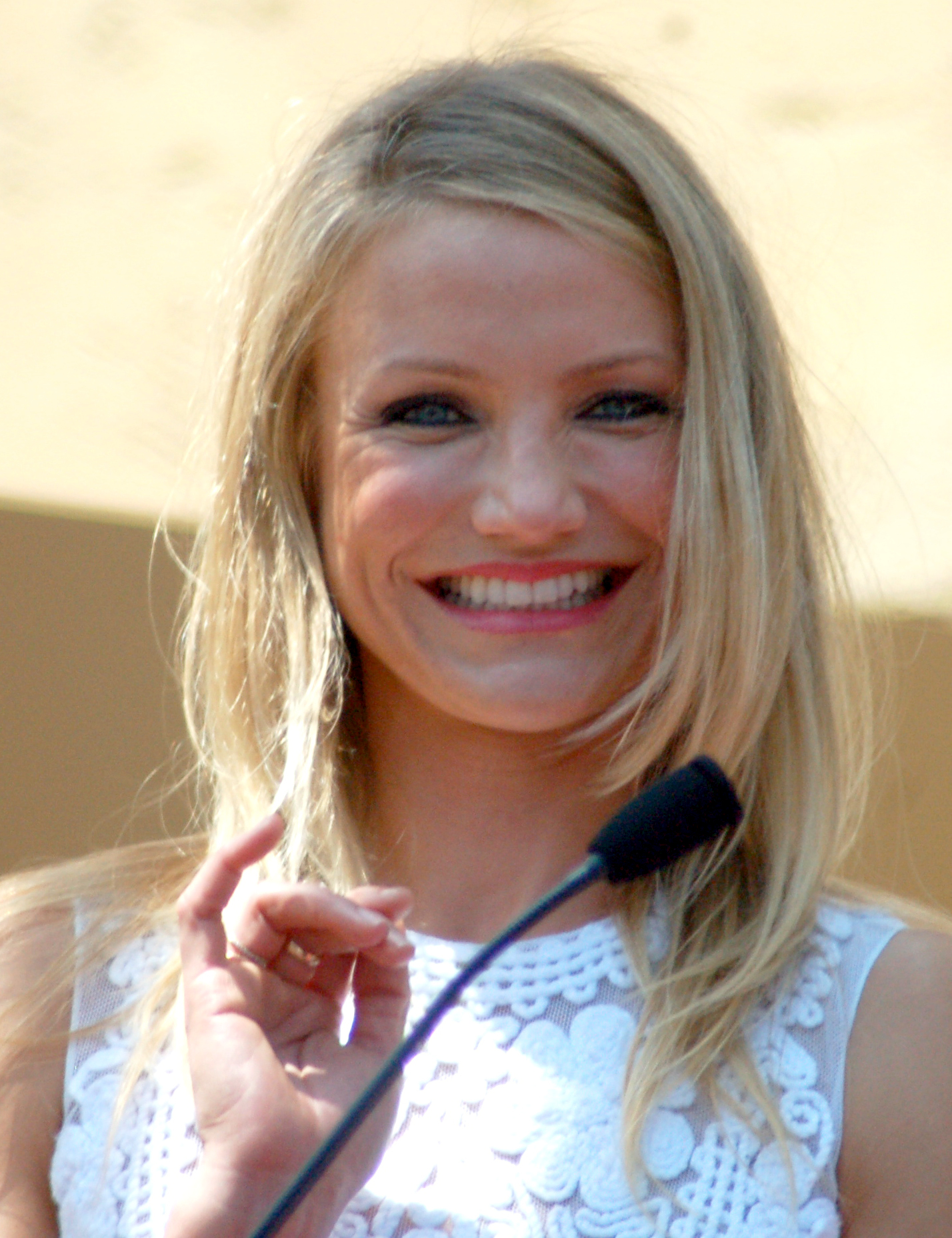
Diaz alla cerimonia per ricevere la stella sulla Hollywood Walk of Fame (2009)

  - Nomination Migliore attrice in un film commedia o musicale per Tutti pazzi per Mary
- 2000 – Golden Globe
  - Nomination Migliore attrice non protagonista per Essere John Malkovich
- 2000 – Screen Actors Guild Awards
  - Nomination Migliore attrice non protagonista cinematografica per Essere John Malkovich
  - Nomination Miglior cast cinematografico per Essere John Malkovich
- 2000 – Premio BAFTA
  - Nomination Miglior attrice non protagonista per Essere John Malkovich
- 2002 – Golden Globe
  - Nomination Migliore attrice non protagonista per Vanilla Sky
- 2002 – Screen Actors Guild Awards
  - Nomination Migliore attrice non protagonista cinematografica per Vanilla Sky
- 2002 – Critics' Choice Awards
  - Nomination Migliore attrice non protagonista per Vanilla Sky
- 2002 – Saturn Award
  - Nomination Migliore attrice non protagonista per Vanilla Sky
- 2003 – Golden Globe
  - Nomination Migliore attrice non protagonista per Gangs of New York
- 2003 – MTV Movie Awards
  - Nomination Miglior bacio per Gangs of New York
- 2007 – ALMA Awards
  - Nomination Migliore attrice per L'amore non va in vacanza
- 2007 – MTV Movie Awards
  - Nomination Miglior bacio per L'amore non va in vacanza
- 2007 – NRJ Ciné Award
  - Nomination Miglior bacio in L'amore non va in vacanza
- 2009 – ALMA Awards
  - Nomination Miglior attrice protagonista per La custode di mia sorella
- 2009 – Teen Choice Awards
  - Nomination Miglior attrice protagonista per La custode di mia sorella
- 2015 – Kids' Choice Awards[15]
  - Nomination Attrice cinematografica preferita per Annie
  - Nomination Cattivo preferito per Annie

## Doppiatrici italiane
Nelle versioni in italiano delle opere in cui ha recitato, Cameron Diaz è stata doppiata da:
- Eleonora De Angelis in Charlie's Angels, La cosa più dolce..., Gangs of New York, Charlie's Angels - Più che mai, In Her Shoes - Se fossi lei, The Green Hornet, Bad Teacher - Una cattiva maestra, Gambit - Una truffa a regola d'arte, Sex Tape - Finiti in rete, Annie - La felicità è contagiosa, Back in Action
- Georgia Lepore in Il matrimonio del mio migliore amico, Una vita esagerata, Cose molto cattive, Vanilla Sky, L'amore non va in vacanza, Che cosa aspettarsi quando si aspetta
- Francesca Guadagno in Tutti pazzi per Mary, Le cose che so di lei, Verità apparente, Notte brava a Las Vegas, The Box, In a World... - Ascolta la mia voce
- Claudia Catani in Ogni maledetta domenica - Any Given Sunday, La custode di mia sorella, Innocenti bugie, The Counselor - Il procuratore, Tutte contro lui - The Other Woman
- Lorena Bertini in Due mariti per un matrimonio, Acque profonde
- Ilaria Stagni in Paura e delirio a Las Vegas, Essere John Malkovich
- Chiara Noschese in The Mask
- Antonella Rinaldi in Una cena quasi perfetta
- Chiara Salerno in Il senso dell'amore

Da doppiatrice è sostituita da:
- Selvaggia Quattrini in Shrek, Shrek 3-D, Shrek 2, Shrek terzo, Shrekkati per le feste, Shrek e vissero felici e contenti, Shrekkato da morire